# Gonzalo Escobar
Gonzalo Escobar (* 20. ledna 1989 Manta, Manabí) je ekvádorský profesionální tenista hrající levou rukou. Ve své dosavadní kariéře na okruhu ATP Tour vyhrál šest deblových turnajů. Na challengerech ATP a okruhu ITF získal šest titulů ve dvouhře a dvacet ve čtyřhře.
Na žebříčku ATP byl ve dvouhře nejvýše klasifikován v červnu 2015 na 281. místě a ve čtyřhře pak v listopadu 2021 na 38. místě. Trénuje ho Ana María Constantinescuová.
V ekvádorském daviscupovém týmu debutoval v roce 2013 světovou baráží proti Švýcarsku, v němž za rozhodnutého stavu vyhrál závěrečnou dvouhru nad Marcem Chiudinellim. Švýcaři zvítězili 4:1 na zápasy. Do září 2024 v soutěži nastoupil k šestnácti mezistátním utkáním s bilancí 4–3 ve dvouhře a 6–6 ve čtyřhře.
Univerzitní tenis hrál během studia na Texas Tech University se sídlem v Lubbocku. V roce 2012 byla zařazen do celonárodního deblového výběru All-America NCAA („týmu hvězd“).

## Tenisová kariéra
V rámci událostí okruhu ITF debutoval v srpnu 2004, když zasáhl do čtyřhry v rodné Mantě, na turnaji s dotací 25 tisíc dolarů. V úvodním kole podlehl s krajanem Patriciem Alvaradem kanadsko-brazilskému páru Pierre-Ludovic Duclos a Julio Silva. Během srpna 2014 získal premiérovou trofej v této úrovni tenisu, když ovládl dvouhru i čtyřhru na turnaji ITF v ekvádorském Guayaquilu s rozpočtem 10 tisíc dolarů.
Ve finále okruhu ATP Tour debutoval v deblu Delray Beach Open 2021, kde v páru s Uruguaycem Arielem Beharem porazili americké bratry Christiana a Ryana Harrisonovi. Oba si připsali první kariérní trofeje. Jako poražení finalisté pak odešli s Beharem z boje o titul na Argentina Open 2021 v Buenos Aires poté, co nestačili na bosensko-srbskou dvojici Tomislav Brkić a Nikola Ćaćić. Debut v hlavní soutěži nejvyšší grandslamové kategorie zaznamenal v mužském deblu French Open 2020. V úvodním kole však s Arielem Beharem prohráli s pozdějšími americkými čtvrtfinalisty Nicholasem Monroem a Tommym Paulem až v tiebreaku rozhodující sady.
Na Panamerických hrách v Limě v roce 2019̟ vyhrál zlatou medaili v mužské čtyřhře, v téže soutěži v Torontu v roce 2015 získal v mužské čtyřhře bronzovou medaili.

## Finále na okruhu ATP Tour

### Čtyřhra: 14 (6–8)
| Legenda                   |
| ------------------------- |
| Grand Slam (0)            |
| Turnaj mistrů (0)         |
| ATP Tour Masters 1000 (0) |
| ATP Tour 500 (0)          |
| ATP Tour 250 (6–8)        |

| Stav      | č. | datum         | turnaj                      | kategorie | povrch    | spoluhráč           | soupeři ve finále                   | výsledek                   |
| --------- | -- | ------------- | --------------------------- | --------- | --------- | ------------------- | ----------------------------------- | -------------------------- |
| Vítěz     | 1. | leden 2021    | Delray Beach, Spojené státy | ATP 250   | tvrdý     | Ariel Behar         | Christian Harrison Ryan Harrison    | 6–7(5–7), 7–6(7–4), [10–4] |
| Finalista | 1. | březen 2021   | Buenos Aires, Argentina     | ATP 250   | antuka    | Ariel Behar         | Tomislav Brkić Nikola Ćaćić         | 3–6, 5–7                   |
| Vítěz     | 2. | duben 2021    | Marbella, Španělsko         | ATP 250   | antuka    | Ariel Behar         | Tomislav Brkić Nikola Ćaćić         | 6–2, 6–4                   |
| Finalista | 2. | duben 2021    | Bělehrad, Srbsko            | ATP 250   | antuka    | Ariel Behar         | Ivan Sabanov Matej Sabanov          | 3–6, 6–7(5–7)              |
| Finalista | 3. | červen 2021   | Stuttgart, Německo          | ATP 250   | tráva     | Ariel Behar         | Marcelo Demoliner Santiago González | 6–4, 3–6, [8–10]           |
| Finalista | 4. | leden 2022    | Adelaide, Austrálie         | ATP 250   | tvrdý     | Ariel Behar         | Wesley Koolhof Neal Skupski         | 6–7(5–7), 4–6              |
| Vítěz     | 3. | duben 2022    | Bělehrad, Srbsko            | ATP 250   | antuka    | Ariel Behar         | Nikola Mektić Mate Pavić            | 6–2, 3–6, [10–7]           |
| Finalista | 5. | červen 2022   | Mallorca, Španělsko         | ATP 250   | 2tráva    | Ariel Beharr        | Rafael Matos David Vega Hernández   | 6–75–7, 7–68–6, [1–10]     |
| Finalista | 6. | červen 2023   | Rosmalen, Nizozemsko        | ATP 250   | tráva     | Oleksandr Nedověsov | Wesley Koolhof Neal Skupski         | 6–7(1–7), 2–6              |
| Vítěz     | 4. | červenec 2023 | Båstad, Švédsko             | ATP 250   | antuka    | Oleksandr Nedověsov | Francisco Cabral Rafael Matos       | 6–2, 6–2                   |
| Finalista | 7. | srpen 2023    | Kitzbühel, Rakousko         | ATP 250   | antuka    | Oleksandr Nedověsov | Alexander Erler Lucas Miedler       | 4–6, 4–6                   |
| Finalista | 8. | listopad 2023 | Sofie, Bulharsko            | ATP 250   | tvrdý (h) | Oleksandr Nedověsov | Julian Cash Nikola Mektić           | 6–3, 3–6, [13–11]          |
| Vítěz     | 5. | únor 2024     | Los Cabos, Mexiko           | ATP 250   | tvrdý     | Oleksandr Nedověsov | Max Purcell Jordan Thompson         | 5–7, 6–7(2–7)              |
| Vítěz     | 6. | duben 2024    | Estoril, Portugalsko        | ATP 250   | antuka    | Oleksandr Nedověsov | Sadio Doumbia Fabien Reboul         | 7–5, 6–2                   |

## Tituly na challengerech ATP a okruhu Futures
| Legenda                 |
| ----------------------- |
| Challengery (0 D; 12 Č) |
| Futures (6 D; 8 Č)      |

### Dvouhra (6 titulů)
| Č. | datum       | turnaj             | povrch | poražený finalista | výsledek           |
| -- | ----------- | ------------------ | ------ | ------------------ | ------------------ |
| 1. | srpen 2014  | Guayaquil, Ekvádor | antuka | Roberto Quiroz     | 6–2, 6–2           |
| 2. | srpen 2014  | Guayaquil, Ekvádor | tvrdý  | Iván Endara        | 6–3, 7–5           |
| 3. | srpen 2014  | Quito, Ekvádor     | antuka | Jean-Yves Aubone   | 4–6, 7–6(7–5), 6–3 |
| 4. | září 2014   | Quito, Ekvádor     | antuka | Mauricio Echazú    | 6–2, 6–1           |
| 5. | srpen 2015  | Winnipeg, Kanada   | tvrdý  | Fritz Wolmarans    | 7–6(7–4), 6–0      |
| 6. | květen 2017 | Frascati, Itálie   | antuka | Viktor Galović     | 6–1, 6–2           |

### Čtyřhra (20 titulů)
| Č.  | datum         | turnaj                                | povrch | spoluhráč                 | poražení finalisté                        | výsledek               |
| --- | ------------- | ------------------------------------- | ------ | ------------------------- | ----------------------------------------- | ---------------------- |
| 1.  | srpen 2014    | Guayaquil, Ekvádor                    | antuka | Jean-Yves Aubone          | Iván Endara Caio Silva                    | 7–6(8–6), 6–2          |
| 2.  | srpen 2014    | Quito, Ekvádor                        | antuka | Rodrigo Sánchez           | Caio Silva Thales Turini                  | 6–1, 6–0               |
| 3.  | říjen 2014    | Lima, Peru                            | antuka | Emilio Gómez              | Eduardo Dischinger Tiago Lopes            | 6–3, 6–2               |
| 4.  | květen 2016   | Tampa, Spojené státy                  | antuka | Roberto Quiroz            | Miomir Kecmanović Jonas Lütjen            | 6–4, 7–6(7–4)          |
| 5.  | prosinec 2017 | Metepec, Mexiko                       | tvrdý  | Manuel Sánchez            | John Paul Fruttero Thai-Son Kwiatkowski   | 6–3, 6–3               |
| 6.  | prosinec 2017 | Cancún, Mexiko                        | tvrdý  | Bruno Sant'Anna           | Boris Arias Federico Zeballos             | 1–6, 6–3, [10–4]       |
| 7.  | březen 2018   | Poreč, Chorvatsko                     | antuka | Bruno Sant'Anna           | Ivan Sabanov Matej Sabanov                | 6–4, 5–7, [11–9]       |
| 1.  | duben 2018    | León, Mexiko                          | tvrdý  | Manuel Sánchez            | Bradley Mousley John-Patrick Smith        | 6–4, 6–4               |
| 8.  | srpen 2018    | Bolzano, Itálie                       | antuka | Hernán Casanova           | Wilson Leite Bruno Sant'Anna              | 7–5, 6–2               |
| 2.  | květen 2019   | Jeruzalém, Izrael                     | tvrdý  | Ariel Behar               | Evan King Julian Ocleppo                  | 6–4, 7–6(7–5)          |
| 3.  | červenec 2019 | Praha, Česko                          | antuka | Ariel Behar               | Andrej Golubjev Oleksandr Nedověsov       | 6–7(4–7), 7–5, [10–8]  |
| 4.  | září 2019     | Janov, Itálie                         | antuka | Ariel Behar               | Guido Andreozzi Andrés Molteni            | 3–6, 6–4, [10–3]       |
| 5.  | říjen 2019    | Santo Domingo, Dominikánská republika | antuka | Ariel Behar               | Orlando Luz Luis David Martínez           | 6–7(5–7), 6–4, [12–10] |
| 6.  | říjen 2019    | Lima, Peru                            | antuka | Ariel Behar               | Felipe Meligeni Alves Luis David Martínez | 6–2, 2–6, [10-3]       |
| 7.  | listopad 2019 | Guayaquil, Ekvádor                    | antuka | Ariel Behar               | Thiago Seyboth Wild Pedro Sakamoto        | 7–6(7–4), 7–6(7–5)     |
| 8.  | leden 2020    | Bangkok, Thajsko                      | tvrdý  | Miguel Ángel Reyes-Varela | Čang Ze Kung Mao-sin                      | 6–3, 6–3               |
| 9.  | leden 2020    | Newport Beach, Spojené státy          | tvrdý  | Ariel Behar               | Antonio Šančić Tristan-Samuel Weissborn   | 6–2, 6-4               |
| 10. | říjen 2020    | Istanbul, Turecko                     | tvrdý  | Ariel Behar               | Robert Galloway Nathaniel Lammons         | 4–6, 6–3, [10–7]       |
| 11. | červen 2023   | Ilkley, Spojené království            | tráva  | Oleksandr Nedověsov       | Robert Galloway John-Patrick Smith        | 2–6, 7–5, [11–9]       |
| 12. | březen 2024   | Girona, Španělsko                     | antuka | Oleksandr Nedověsov       | Jonathan Eysseric Albano Olivetti         | 7–6(7–1), 6–4          |